# Zündapp GS 100 (Werksmaschine)
Die Zündapp GS 100 ist ein Leichtkraftrad-Enduromodell der Zündapp-Werke, das ab 1971 für Wettbewerbszwecke produziert wurde. Sie zählt zur GS/MC‑Familie und zeichnet sich durch Robustheit und Sportlichkeit aus.

## Beschreibung
Die GS 100 basiert auf dem GS/MC‑125-Modell, wurde aber speziell als Werkssportmaschine entwickelt. Sie kam zwischen 1978 und 1980 im Zündapp-Werksteam zum Einsatz und gilt als eine der letzten 100-cm³-Enduro-EM-Maschinen; vermutlich nahm sie 1980 an der Europameisterschaft teil, möglicherweise unter Fahrern wie Eddy Hau oder Arnulf Teuchert.
Ein prägnantes Kennzeichen der Maschine ist das „Hai“-Dekor, das 1980 bei den Zweiradmodellen Hai 25 und Hai 50 eingeführt wurde. Die Maschine wurde 1979 überarbeitet und anschließend ins Werksmuseum aufgenommen.
Die GS 100 hat einen Doppelschleifenrohrrahmen, der versuchsweise schon 1966 eingeführt wurde. Mit diesem Rahmen war die deutsche Nationalmannschaft erfolgreich bei der Internationalen Sechstagefahrt 1968 vertreten, er wurde später in die Serienmodelle über 100 cm³ übernommen.

## Technische Daten
| Eigenschaft           | Wert                                                  |
| --------------------- | ----------------------------------------------------- |
| Motor                 | luftgekühlter Einzylinder-Zweitaktmotor, Leichtmetall |
| Hubraum               | 98 cm³                                                |
| Leistung              | 22–24 PS (Werksleistungsangaben nach Rekonstruktion)  |
| Getriebe              | 5‑Gang, Fußschaltung                                  |
| Antrieb               | Kette                                                 |
| Höchstgeschwindigkeit | ca. 100 km/h (abhängig von Übersetzung)               |
| Rahmen                | Doppelschleifen-Stahlrahmen                           |
| Radaufhängung vorn    | Teleskopgabel                                         |
| Radaufhängung hinten  | Schwinge mit hydraulisch gedämpften Federbeinen       |
| Bremsen               | Trommelbremse vorn und hinten                         |
| Radgröße              | 17″                                                   |
| Tankinhalt            | ca. 11 Liter                                          |
| Leergewicht           | ca. 95 kg (trocken)                                   |

## Rekorde und Motorsport
Zündapp dominierte in der Klasse bis 100 cm³ im Endurosport von 1968 bis 1980; 1980 wurde die Klasse eingestellt. Die GS 100 spielte eine zentrale Rolle im Werksprogramm und wurde vor allem von Eddy Hau gefahren, der 1979 und 1980 Europameister wurde.